# Denzil Haoseb
Denzil Haoseb (ur. 25 lutego 1991 w Gobabis) – namibijski piłkarz grający na pozycji środkowego obrońcy. Od 2021 jest zawodnikiem klubu Orlando Pirates Windhuk.

## Kariera klubowa
Swoją karierę piłkarską Haoseb rozpoczął w klubie Eastern Chiefs FC. Zadebiutował w nim w 2009 roku. W 2010 roku przeszedł do Black Africa SC. W sezonach 2010/2011, 2011/2012, 2012/2013 i 2013/2014 wywalczył z nim cztery mistrzostwa Namibii z rzędu, a w sezonach 2014/2015 i 2015/2016 został z nim wicemistrzem kraju.
Latem 2016 Haoseb został piłkarzem południowoafrykańskiego klubu Jomo Cosmos FC. Zadebiutował w nim 17 września 2016 w przegranym 1:2 wyjazdowym meczu z Marumo Gallants FC. W latach 2016–2018 grał w jego barwach w drugiej lidze. 
W 2018 roku Haoseb przeszedł do pierwszoligowego Highlands Park FC. Swój debiut w nim zaliczył 4 sierpnia 2018 w zremisowanym 1:1 domowym meczu z Orlando Pirates. Zawodnikiem Highlands Park był przez rok.
Latem 2020 Haoseb został zawodnikiem Polokwane City FC. Swój debiut w nim zanotował 21 lutego 2021 w wygranym 3:0 domowym meczu z Jomo Cosmos. Zawodnikiem Polokwane City był do lata 2021.
Latem 2021 Haoseb wrócił do Namibii i został piłkarzem Orlando Pirates Windhuk.

## Kariera reprezentacyjna
W reprezentacji Namibii Haoseb zadebiutował 9 lutego 2011 roku w przegranym 1:2 towarzyskim meczu z Malawi, rozegranym w Windhuku. W 2019 roku powołano go do kadry na Puchar Narodów Afryki 2019. Zagrał w nim w trzech meczach grupowych: z Marokiem (0:1), z Południową Afryką (0:1) i z Wybrzeżem Kości Słoniowej (1:4).